# Siriella armata
Siriella armata is een aasgarnalensoort uit de familie van de Mysidae. De wetenschappelijke naam van de soort werd in 1837 voor het eerst geldig gepubliceerd door Henri Milne-Edwards.